# Incolasioptera siccida
Incolasioptera siccida är en tvåvingeart som beskrevs av Edwin Möhn 1975. Incolasioptera siccida ingår i släktet Incolasioptera och familjen gallmyggor.
Artens utbredningsområde är El Salvador. Inga underarter finns listade i Catalogue of Life.